# خفاش*۲۱
خفاش*۲۱ (به انگلیسی: Bat*۲۱) یک فیلم سینمایی آمریکایی در ژانر فیلم جنگی محصول سال ۱۹۸۸ میلادی به کارگردانی پیتر مارکل و اقتباسی از کتاب ویلیام سی اندرسون، رمان‌نویس و سرهنگ بازنشسته نیروی هوایی ایالات متحده است. داستان فیلم تنظیم شده در طول جنگ ویتنام است. نمایشی مبتنی بر نجات یک ناوبر هوایی ایالات متحده که در پشت خطوط دشمن در ویتنام می‌باشد.

## داستان
کلنل هامبلتون" متخصص مقابله با سلاح‌های مختلف است و وقتی هواپیمایش در آسمان دشمن سقوط می‌کند نیروی هوایی خواهان بازگرداندن او می‌شود …